# Puszkowe
Puszkowe (ukr. Пушкове) – wieś na Ukrainie, w obwodzie kirowohradzkim, w rejonie hołowaniwskim, w hromadzie Pobuźke. W 2001 liczyła 442 mieszkańców, spośród których 417 wskazało jako ojczysty język ukraiński, 11 rosyjski, a 14 mołdawski.